# GAC-Toyota ix4
GAC-Toyota ix4 – elektryczny samochód osobowy typu SUV klasy kompaktowej produkowany przez chińsko-japońskie joint venture GAC Toyota w latach 2018–2019.

## Historia i opis modelu

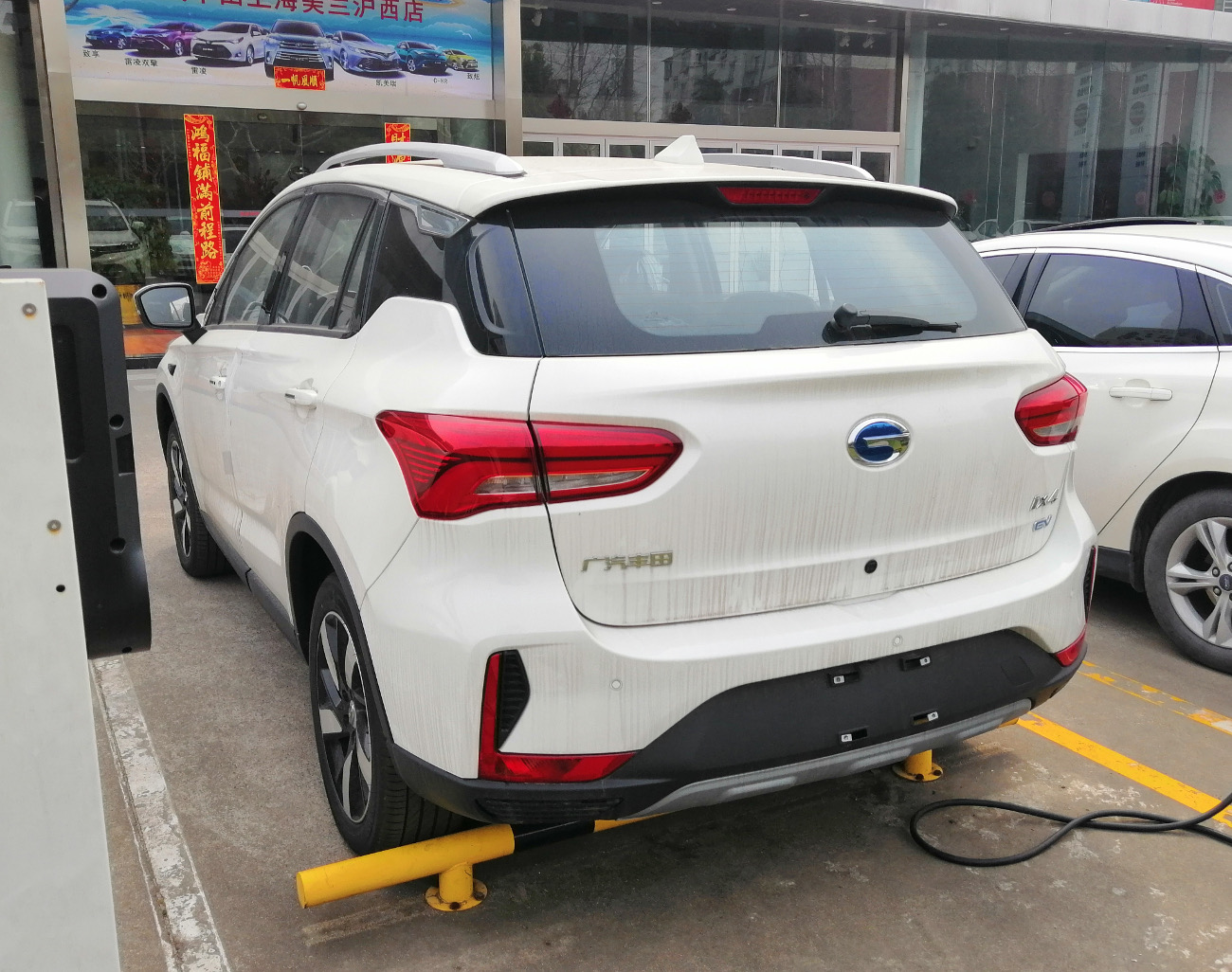
GAC-Toyota ix4 - pas przedni

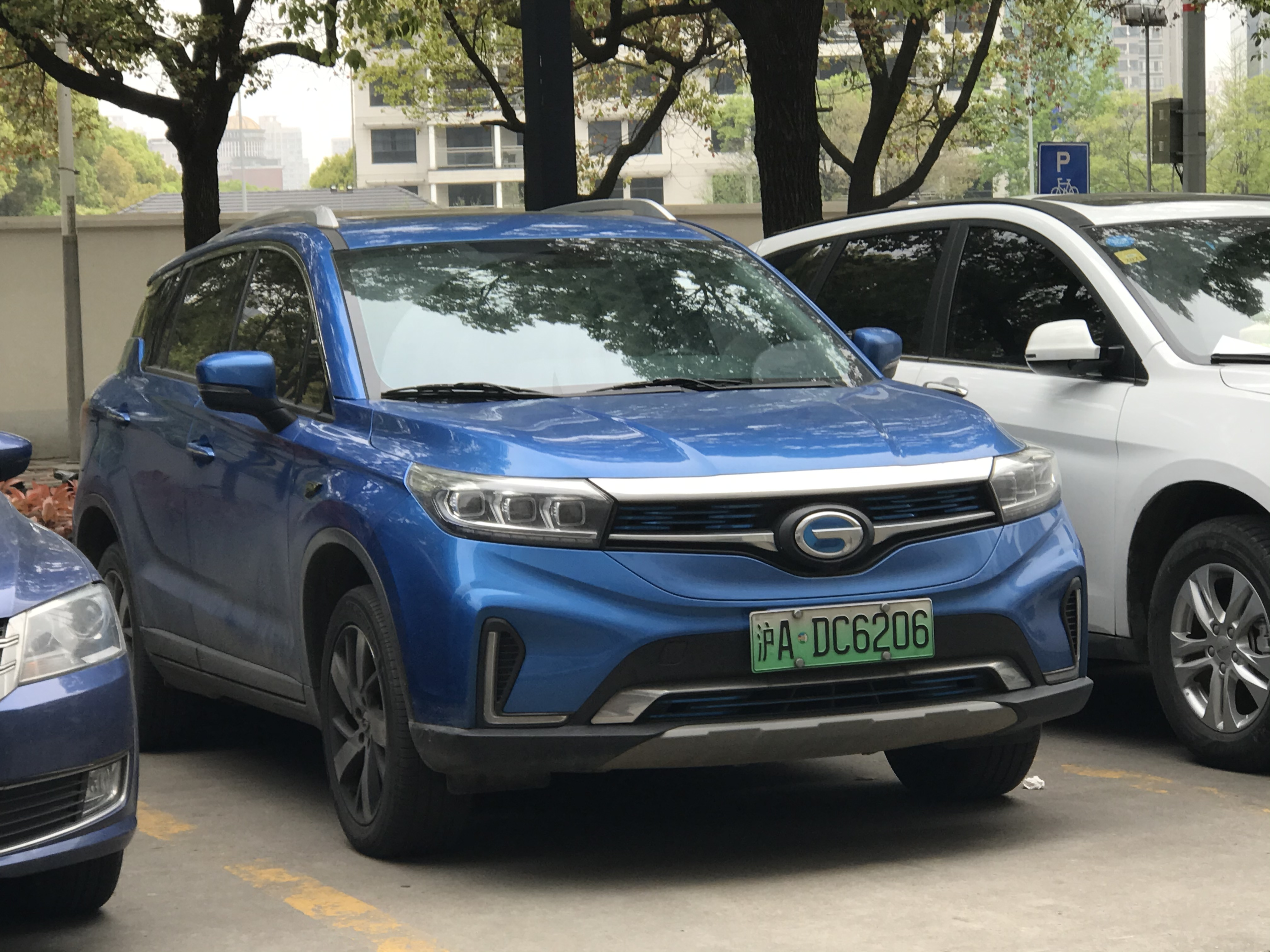
GAC-Toyota ix4 - pas przedni

W 2018 roku GAC Toyota, chiński oddział japońskiej firmy funkcjonujący na zasadzie joint venture z tutejszym koncernem GAC Group, zdecydował się niskim kosztem sprostać chińskim wymogom posiadania minimum zelektryfikowanych samochodów w sprzedaży. W tym celu powstał bliźniaczy wobec modelu GAC Trumpchi GS4 kompaktowy SUV GAC-Toyota ix4, adaptując go na takiej samej zasadzie jak wcześniej GAC Fiat, GAC Honda i GAC Mitsubishi.
Samochód otrzymał minimalny zakres modyfikacji względem pierwowzoru, ograniczając się jedynie do przeprojektowanego przedniego zderzaka. Zyskał on inaczej ukształtowane wloty powietrza i przemodelowane światła do jazdy dziennej, nie zdecydowano się też na umieszczenie logotypów Toyoty i pozostano przy oryginalnych, chińskich oznaczeniach partnera GAC.

### Sprzedaż
W przeciwieństwie do innego modelu zapożyczonego od GAC Group, sedana iA5, GAC-Toyota ix4 trafił do oferty tej firmy na rynku chińskim na krótko i jedynym pełnym rokiem sprzedaży był 2018. Wtedy to elektryczny SUV znalazł ok. 1000 nabywców, po czym zniknął z oferty w kolejnym roku.

### Dane techniczne
Inaczej niż inne modele partnerów GAC w Chinach, GAC-Toyota ix4 został nie samochodem hybrydowym, lecz w pełni elektrycznym. Jego układ napędowy utworzył silnik o mocy 140 KM i 250 Nm maksymalnego momentu obrotowego, z baterią pozwalającą przejechać do ok. 240 kilometrów na jednym ładowaniu